# Delaware
Delaware er en af de 50 delstater i USA og er en af Sydstaterne og har 989.948(2020) indbyggere. Mod syd og vest ligger Maryland, mod nord Pennsylvania og mod øst ligger New Jersey og Atlanterhavet. Delstaten har sit navn fra Thomas West, 3. Baron De La Warr, der var en engelsk adelsmand og Virginias første guvernør.
Delaware består af den nordøstlige del af Delmarvahalvøen og nogle øer og territorier i Delaware River. Det er den næstmindste og sjette mindst befolkede delstat, men den sjette mest tætbefolkede. Den største by i delstaten er Wilmington, mens hovedstaden er Dover. Delstaten er opdelt i tre counties, hvilket er det laveste antal blandt de amerikanske delstater. Fra nord til syd er det New Castle County, Kent County og Sussex County. Mens de to sydligste counties historisk har haft en overvægt af landbrug, så har New Castle County været mere industrialiseret.
Før delstatens kystlinjen blev udforsket af europæere i 1500-tallet var Delaware beboet af adskillige grupper indfødte, inklusive Lenape i nord og Nanticokestammen i syd. Området blev oprindeligt koloniseret af hollandske handelsfolk ved Zwaanendael, nær nutidens by Lewes i 1631. Delaware var en af de 13 oprindelige kolonier, der deltog i den amerikanske revolution. Den 7. december 1787 blev Delaware den første delstat, der ratificerede den amerikanske forfatning, og har siden været kendt som "Den Første Stat".

## Etymologi
Delaware er navn både på delstaten, floden og en indfødt stamme, alle opkaldt efter bugten, der fik navn efter baron de la Warr (Thomas West, 1577-1618), den første engelske koloniguvernør i Virginia. Familienavnet de la Warr er kendt tilbage til 1201, fra Delaware i Brasted, Kent, sandsynligvis afledt af de la werre (= af krigen, dvs. en kriger) fra gammelfransk werre/guerre (= krig).

## Historie

### Indfødte amerikanere
Før Delaware blev bosat af europæiske kolonister, var området hjemsted for de østlige algonkiner-stammer kendt som Unami Lenape eller Delaware, der boede mest langs kysten, og Nanticoke, der var bosatte på store dele af den sydlige Delmarva-halvø. John Smith viser også to irokesiske stammer, Kuskarawock og Tockwogh, der boede nord for Nanticoke, og de kan have besiddet mindre dele af landet i den vestlige del af delstaten, før de vandrede over Chesapeake-bugten. Kuskarawock var sandsynligvis identiske med Tuscarora.
Unami Lenape i Delaware-dalen var tæt knyttet til Munsee Lenape-stammer langs Hudson-floden. De havde et udpræget jagt- og landbrugssamfund, og de blev hurtigt mellemmænd i en stadig mere hektisk pelshandel med deres tidligere fjende, Minqua eller Susquehannock. Efter tabet af deres lande ved Delaware-floden og ødelæggelsen af Minqua af Irokeserføderationen af fem nationer i 1670'erne forlod resterne af Lenape, der ønskede at blive identificerede som sådan, regionen og flyttede over Allegheny-bjergene ved midten af 1700-tallet. Generelt blev de, der ikke flyttede ud af delstaten Delaware, døbt, blev kristne og blev grupperet sammen med andre farvede personer i officielle registre og holdningsmæssigt af deres ikke-indfødte amerikanske naboer.

### Kolonien Delaware
Hollænderne var de første europæere, der bosatte sig i nutidens Delaware i mellemregionen ved at oprette en handelspost i Zwaanendael, nær Lewes-stedet i 1631. I løbet af et år blev alle nybyggerne dræbt i en konflikt med indianske stammer i området. I 1638 blev Ny Sverige, en svensk handelsstation og koloni, oprettet ved Fort Christina (nu i Wilmington) af Peter Minuit i spidsen for en gruppe svensker, finnere og hollændere. Kolonien i Ny Sverige varede i 17 år. I 1651 etablerede hollænderne, genoplivet af Peter Stuyvesants ledelse, et fort ved New Castle, og i 1655 erobrede de Ny Sverige-kolonien og annekterede området til det hollandske Nieuw Nederland. Kun ni år senere, i 1664, blev hollænderne overvundet af en flåde af engelske skibe af Sir Robert Carr under ledelse af Jakob, hertug af York. Kæmpende mod et forudgående krav fra Cecil Calvert, 2. Baron Baltimore, indehaver af Provinsen Maryland, overførte hertugen sit noget tvivlsomme ejerskab til William Penn i 1682. Penn ønskede stærkt adgang til havet for sin Pennsylvania-provins og leasede det, der derefter blev kendt som "Nedre amter ved Delaware" (Lower Counties on the Delaware) fra hertugen.
Penn oprettede en repræsentativ regering og kombinerede en kort tid sine to besiddelser under en fælles forsamling i 1682. Imidlertid var provinsen Pennsylvania i 1704 blevet så stor, at dens repræsentanter ville træffe beslutninger uden at skulle indhente samtykke fra Lower Counties og de to repræsentantgrupper begyndte at mødes på egen hånd, den ene i Philadelphia og den anden i New Castle. Penn og hans arvinger forblev indehavere af begge og udnævnte altid den samme person til guvernør for deres provins Pennsylvania og deres territorium i Lower Counties (at Delaware og Pennsylvania delte den samme guvernør var ikke unikt. Fra 1703 til 1738 delte New York og New Jersey en guvernør. Massachusetts og New Hampshire delte også en guvernør i nogen tid).
Eftersom området var afhængig i de tidlige år af udefra kommende arbejdskraft importerede Delaware flere slaver, da antallet af engelske immigranter faldt med bedre økonomiske forhold i England. Kolonien blev et slavesamfund, selvom engelske immigranter fortsatte med at ankomme, og dyrkede tobak som en økonomisk afgrøde.

### USA's uafhængighedskrig
Ligesom de andre midtkolonier udviste Lower Counties ved Delaware oprindeligt lidt begejstring for bruddet med Storbritannien. Borgerne havde et godt forhold til den proprietære regering og havde generelt større handlingsfrihed i koloniforsamlingen end de andre kolonier. De handlende i havnen i Wilmington havde gode handelsforbindelser med briterne.
Så skete der det, at New Castle-advokaten Thomas McKean fordømte Stamp act (en afgift på dokumenter) i de stærkeste vendinger, og den i Kent County fødte John Dickinson blev "Pennefører for revolutionen". I afventning af uafhængighedserklæringen overbeviste de patriotiske ledere Thomas McKean og Caesar Rodney den koloniale forsamling om at erklære sig fri af den britiske styre og styret i Pennsylvania den 15. juni 1776. Den person, der repræsenterede Delawares flertal, George Read, kunne ikke bringe sig selv til at stemme for en Uafhængighedserklæring. Kun den dramatiske reaktion fra Caesar Rodney sikrede delegationen de stemmer, der var nødvendige for at afgive Delawares stemme for uafhængighed.
Oprindeligt ledet af John Haslet leverede Delaware et af de førende regimenter i Den kontinentale hær, kendt som "Delaware Blues" også kaldet "Blue Hen's Chicks". I august 1777 ledede general Sir William Howe en britisk hær gennem Delaware på vej til en sejr ved slaget ved Brandywine og erobring af byen Philadelphia. Det eneste virkelige engagement på Delaware-jorden var slaget ved Coochs Bridge, der blev udkæmpet den 3. september 1777 ved Coochs Bridge i New Castle County, skønt der var et mindre loyalistisk oprør i 1778.
Efter slaget ved Brandywine blev Wilmington besat af briterne, og statens guvernør John McKinly blev taget til fange. Briterne opretholdt kontrollen over Delaware-floden i store dele af resten af krigen, hvilket forstyrrede handel og gav håb hos den aktive loyalistiske del af befolkningen, især i Sussex County. Eftersom briterne lovede frihed for de af oprørernes slaver, der kæmpede på deres side, flygtede slaver nord for at slutte sig til briternes linjer.

### Slaveriet
Mange koloniale bosættere kom til Delaware fra Maryland og Virginia, hvor befolkningen var vokset hurtigt. Økonomierne i disse kolonier var hovedsageligt baseret på tobakdyrkning og var i stigende grad afhængige af slavearbejde for den arbejdskrævende dyrkning på grund af et fald i omfanget af indvandrere tilhørende arbejderklassen fra England. De fleste af de engelske kolonister var ankommet som kontrakttjenere, det vil sig under kontrakter om at arbejde som arbejdere i et bestemt åremål for at betale for deres rejse. I de første år var grænsen mellem kontrakttjenere og afrikanske slaver eller arbejdere flydende, og de boede ofte tæt sammen.
De fleste af de frie afroamerikanske familier i Delaware før revolutionen var migreret fra Maryland for at finde økonomisk mere overkommeligt land. De var hovedsageligt efterkommere efter forhold eller ægteskaber mellem hvide tjenerkvinder og slaver, tjenere eller frie afrikanske eller afroamerikanske mænd. Under slaveriloven fik børnene mødrenes sociale status, så børn født af hvide kvinder var frie, uanset deres faderskab, ligesom børn født til slaverne kvinder blev født i slaveri. Efterhånden, som strømmen af tilflyttede arbejdere til kolonien faldt med forbedrede økonomiske forhold i England, blev flere slaver importeret til arbejdet og de social skel mere udtalte.
Ved udgangen af den koloniale periode begyndte antallet af slaver i Delaware at falde. Skift i landbrugsøkonomien fra tobak til blandet landbrug resulterede i mindre behov for slaveres arbejde. Derudover opmuntrede lokale metodister og kvækere slaveholdere til at frigive deres slaver efter den amerikanske revolution, og mange gjorde det i en bølge af individuelle manumissioner (frigivelser) af idealistiske grunde. I 1810 var tre fjerdedele af alle sorte i Delaware frie. Da John Dickinson frigav sine slaver i 1777, var han Delawares største slaveejer med 37 slaver. I 1860 ejede den største slaveholder 16 slaver.
Skønt forsøg på at afskaffe slaveri mislykkedes ved smalle margener i den lovgivende forsamling, havde staten praktisk set afsluttet denne praksis. Ved folketællingen fra 1860 lige inden den amerikanske borgerkrig var 91,7% af den sorte befolkning fri; [28] 1.798 var slaver sammenlignet med 19.829 "frie farvede personer".
En uafhængig sort kirkesamling blev etableret i 1813 af den frigjorte slave Peter Spencer som "Union Church of Africans". Dette fulgte etableringen i 1793 i Philadelphia af den afrikanske metodistiske episkopale kirke af Richard Allen, der havde forbindelser til metodistens episkopale kirke indtil 1816. Spencer byggede en kirke i Wilmington til det nye kirkesamfund. Denne blev omdøbt til African Union First Coloured Methodist Protestant Church and Connection, mere almindeligt kendt som A.U.M.P. Kirken. I 1814 opfordrede Spencer til den første årlige samling, kendt som Big August Quarterly, som siden har fortsat med at samle medlemmer fra dette kirkesamfund og deres efterkommere til en religiøs og kulturel festival.

### Efter uafhængighedskrigen
Efter USA's uafhængighedskrig var statsmænd fra Delaware blandt de stærkeste tilhængere af en stærk og central regering i USA, men med lige repræsentation for hver delstat. Da man enedes om at danne Repræsentanternes Hus og Senatet blev Delaware den første delstat, der ratificerede USA's grundlov og blev derved den første delstat i USA.
Under den amerikanske borgerkrig var Delaware en slavestat men forblev i Unionen, idet man stemte for ikke at bryde ud den 3. januar 1861. Mens de fleste borgere fra Delaware, der kæmpede i krigen, tjente i statens regimenter, tjente nogle i selskaber på konfødereret side i Maryland og Virginia-regimenter. Delaware er kendt for at være den eneste slavestat, hvorfra ingen konfødererede regimenter eller militsgrupper var samlet. Delaware frigav i det væsentlige de få slaver, der stadig var i trældom lige efter borgerkrigen, men afviste de 13., 14. og 15. ændringer til forfatningen: den 13. ændring blev forkastet den 8. februar 1865, den 14. ændring blev forkastet den 8. februar 1867, og den 15. ændring blev afvist den 18. marts 1869. Delaware ratificerede officielt den 13., 14. og 15. ændring den 12. februar 1901.

## Politik
Parlamentet i Dover består af et Repræsentanternes Hus med 41 medlemmer, som vælges for to år, og et Senat med 21 medlemmer, som vælges for fire år.
Den udøvende magt ledes af Delawares guvernør. Den nuværende guvernør er Demokraten John C. Carney Jr. som afløste Jack Markell i 2017. Delawares to senatorer i USA's senat er de to Demokrater Chris Coons og Thomas R. Carper. Delawares ene repræsentant i Repræsentanternes Hus er Demokraten Lisa Blunt Rochester.
Flertallet af de registrerede vælgere i Delaware er fra det Demokratiske Parti. Indtil præsidentvalget i 2000 plejede vælgerne ved præsidentvalg at stemme på den kandidat, der senere blev præsident. I 2000 og 2004 har et flertal af Delawares vælgere dog støttet den Demokratiske kandidat – i 2000 Al Gore og i 2004 John Kerry.
Demokraterne har vundet de seneste fire guvernørvalg og henter de fleste stemmer i det tætbefolkede New Castle County, hvorimod de mindre befolkede amter Kent og Sussex stemmer Republikansk.

### Stemmeregistrering
| Parti                         | Antal stemmer | Procent |
| ----------------------------- | ------------- | ------- |
| Demokratiske parti            | 330,631       | 47.38%  |
| Republikanske parti           | 194,920       | 27.93%  |
| Uden tilknytning              | 159,625       | 22.88%  |
| Independent Party of Delaware | 5,597         | 0.80%   |
| Libertarianske Parti          | 1,612         | 0.23%   |
| Green                         | 857           | 0.12%   |
| Ikke-partisaner               | 797           | 0.11%   |
| American Delta Party          | 794           | 0.11%   |
| Andre                         | 530           | 0.08%   |
| Conservative                  | 444           | 0.06%   |
| American Independent Party    | 441           | 0.06%   |
| Working Families Party        | 420           | 0.06%   |
| Liberal                       | 369           | 0.05%   |
| Constitution Party            | 310           | 0.04%   |
| Blue Enigma Party             | 145           | 0.04%   |
| Socialist Workers Party       | 126           | 0.02%   |
| Natural Law Party             | 85            | 0.01%   |
| Constitution                  | 66            | 0.01%   |
| Total                         | 697,769       | 100%    |

## Geografi
Delaware har grænser til New Jersey, Pennsylvania og Maryland. Delaware er 161 km lang og mellem 9 og 48 km bred og er med et totalt areal på 6.452 km² den næstmindste delstat i USA efter Rhode Island.
Delaware er inddelt i tre amter: Fra nord til syd, New Castle County, Kent County og Sussex County.

## Topografi
Delaware ligger på et fladt område, og har den laveste gennemsnitlige højde over havet blandt de amerikansk delstater. Det højeste sted, der ligger ved Ebright Azimuth, nær Concord High School, er mindre end 140 moh. Den nordligste del af delstaten er en del af Piedmont Plateauet med bakker. Atlanterhavets dallinje følger nogenlunde Robert Kirkwood Highway mellem Newark og Wilmington; syd for denne vej ligger den Atlantiske kystslette med flade, sandede og nogle steder moseagtige områder. En højderyg på 23–24 m går fra den vestlige grænse af delstaten og deler afvandingsområdet som føder Delaware River og Delaware Bay mod øst og Chesapeake Bay mod vest.

### Klima
Eftersom næsten hele Delaware er en del af den atlantiske kyststeppe, bliver klimaet modereret af havet. Delstaten er en overgangszone mellem fugtigt, subtropisk klima og fastlandsklima. På trods af delstatens lille størrelse er der en betragtelig variation i gennemsnitstemperaturen og i mængden af snefald mellem syd og nord. Den sydlige del af delstaten har et relativt mildere klima og en længere vækstsæson end den nordlige del. Alle dele af Delaware har relativt varme og fugtige somre. Amterne Kent og Sussex ligger i den subtropiske klimazone, men der er uenighed om, hvorvidt New Castle County har et subtropisk klima eller et varmt fastlandsklima.

## Kommuner
Wilmington er statens største by og økonomiske centrum. Den ligger i pendlerafstand til både Philadelphia og Baltimore.

### Counties
- Kent
- New Castle
- Sussex

### Større byer
- Delaware City
- Dover
- Harrington
- Lewes
- Middletown
- Milford
- New Castle
- Newark
- Rehoboth Beach
- Seaford
- Wilmington

### Byer
- Bellefonte
- Bethany Beach
- Bethel
- Blades
- Bowers
- Bridgeville
- Camden
- Cheswold
- Clayton
- Dagsboro
- Delmar
- Dewey Beach
- Ellendale
- Elsmere
- Farmington
- Felton
- Fenwick Island
- Frankford
- Frederica
- Georgetown
- Greenwood
- Hartly
- Henlopen Acres
- Houston
- Kenton
- Laurel
- Leipsic
- Little Creek
- Magnolia
- Millsboro
- Millville
- Milton
- Newport
- Ocean View
- Odessa
- Selbyville
- Slaughter Beach
- Smyrna
- South Bethany
- Townsend
- Viola
- Woodside
- Wyoming

### Landsbyer
- Arden
- Ardencroft
- Ardentown
- Woodland

### Uinkorporerede steder
- Bear
- Brookside
- Christiana
- Clarksville
- Claymont
- Dover Base Housing
- Edgemoor
- Glasgow
- Greenville
- Gumboro
- Harbeson
- Highland Acres
- Hockessin
- Kent Acres
- Lincoln City
- Long Neck
- Marshallton
- Mount Pleasant
- North Star
- Oak Orchard
- Omar
- Pennyhill
- Pike Creek
- Rising Sun-Lebanon
- Riverview
- Rodney Village
- Roxana
- Saint Georges
- Stanton
- Wilmington Manor
- Woodside East
- Yorklyn

## Økonomi
Delawares bruttodelstatsprodukt var i 2003 49 mia. USD, og den gennemsnitlige personlige indkomst 34.199 USD – den niendehøjeste i USA.
Delawares landbrugsproduktion omfatter fjerkræ, havebrug, sojabønner, mælkeprodukter og majs. Industriprodukterne omfatter kemiske produkter, forarbejdede fødevarer, papirvarer, samt gummi- og plasticvarer. Delawares økonomi klarer sig generelt bedre end USA's nationale økonomi.
Delaware har færre end én million indbyggere, men mere end en million registrerede aktieselskaber. Dertil er der registreret mange personlige selskaber med begrænset ansvar, LLC (limited liability corporation). Hvor mange der findes af disse i Delaware, er svært at finde ud af, og hvem der ejer dem, er umuligt at vide, da der ikke eksisterer noget generelt krav i USA om at opgive et selskabs virkelige ejer - ikke engang til myndighederne. Dermed findes der heller ikke noget offentligt aktionærregister. I marts 2019 skrev Global Financial Integrity at "mere personlig information afkræves for at få et lånekort på et bibliotek end for at oprette en juridisk enhed, egnet til skatteunddragelser, hvidvaskning, svindel og korruption".
Dover Air Force Base i hovedstaden Dover, er en af de største flyvestationer i USA og en stor arbejdsplads.

## Transport
Transportsystemet i Delaware er under styring og overvågning af Delaware Department of Transportation, også kendt som "DelDOT". Finansiering til DelDOT-projekter trækkes delvist fra Delaware Transportation Trust Fund, der blev oprettet i 1987 for at hjælpe med at stabilisere transportfinansieringen; Tilgængeligheden af Trust førte til en gradvis adskillelse af DelDOT-operationer fra andre Delaware-statsoperationer. DelDOT administrerer programmer så som et Delaware Adopt-a-Highway-program, snerydning på vigtige vejruter, trafikstyringsinfrastruktur (skilte og signaler), vejafgiftsstyring, Delaware Division of Motor Vehicles, Delaware Transit Corporation (kaldet "DART First State", den statslige offentlige organisation for offentlig transport), blandt andre. I 2009 vedligeholdte DelDOT 13.507 kilometer veje, i alt 89 % af statens offentlige kørevejnet; de resterende offentlige vejstrækninger er under tilsyn af de enkelte kommuner. Dette overstiger langt de Forenede Staters nationale gennemsnit på 20 % for det statslige departement for transportvedligeholdelsesansvar.

### Veje
En hovedgren af det amerikanske Interstate Highway System, Interstate 95 (I-95), krydser Delaware sydvest-til-nordøst over New Castle County. Foruden I-95 er der seks amerikanske motorveje, der betjener Delaware: US Route 9 (US 9), US Route 13, US Route 40, US Route 113, US Route 202 og US Route 301. Der er også adskillige statlige motorveje, der krydser staten Delaware; et par af dem inkluderer Delaware Route 1 (DE 1), DE 9 og DE 404. US 13 og DE 1 er primære nord-syd motorveje, der forbinder Wilmington og Pennsylvania med Maryland, hvor DE 1 fungerer som hovedruten mellem Wilmington og the Delaware strande. DE 9 er en nord-syd motorvej, der forbinder Dover og Wilmington via en naturskøn rute langs Delaware-bugten. US 40, er en primær øst-vest rute, der forbinder Maryland med New Jersey. DE 404 er en anden primær øst-vest hovedvej, der forbinder Chesapeake Bay Bridge i Maryland med Delawares strandområder. Delstaten opererer også tre betalingsveje, Delaware Turnpike, som er I-95, mellem Maryland og New Castle; Korean War Veterans Memorial Highway, som er DE 1, mellem Wilmington og Dover; og US 301 betalingsvej mellem Maryland-grænsen og DE 1 i New Castle County.
En cykelrute, Delaware Bicycle Route 1, spænder over den nord-sydlige længde af delstaten fra grænsen ved Maryland på Fenwick Island til Pennsylvania-grænsen nord for Montchanin. Det er den første af flere udpegede cykelruter planlagt i Delaware.
Delaware har omkring 1.450 broer, hvoraf 95% er under tilsyn af DelDOT. Cirka 30% af alle Delaware-broer blev bygget før 1950, og ca. 60% af antallet er inkluderet i National Bridge Inventory. Nogle broer, der ikke er under DelDOT-overvågning, inkluderer de fire broer på Chesapeake og Delaware-kanalen, som er under tilsyn af U.S. Army Corps of Engineers, og Delaware Memorial Bridge, som er under det tostatslige Delaware River and Bay Authority.
Det er blevet bemærket, at vejbelægningen på sekundære veje i Sussex County gør dem mere tilbøjelige til nedslidning end asfaltveje, der findes i næsten resten af delstaten. Blandt disse veje er Sussex (amtsvej) 236 blandt de mest problematiske.

### Færger
Der er tre færgeselskaber, der opererer i Delaware:
- Cape May–Lewes færge krydser mundingen af Delaware Bay mellem Lewes, Delaware og Cape May i New Jersey.
- Woodland Ferry er en kabelfærge, der krydser Nanticoke-floden sydvest for Seaford.
- Forts Ferry Crossing forbinder Delaware City med Fort Delaware og Fort Mott i New Jersey

### Jernbaner og busforbindelser
Amtrak har to stationer i Delaware langs Northeast Corridor; den relativt stille Newark Rail Station i Newark og den travlere Wilmington Rail Station i Wilmington. Den nordøstlige korridor betjenes også af SEPTA's Wilmington/Newark Line of Regional Rail, der betjener Claymont, Wilmington, Churchmans Crossing og Newark.
To klasse I-jernbaner, Norfolk Southern og CSX, leverer godstogstransport i det nordlige New Castle County. Norfolk Southern tilbyder godstjeneste langs den nordøstlige korridor og til industriområder i Edgemoor, New Castle og Delaware City. CSXs Philadelphia-underafdeling passerer gennem det nordlige New Castle County parallelt med Amtrak Northeast Corridor. Flere kortlinjede jernbaner leverer godstjeneste i Delaware. Delmarva Central Railroad opererer mest spor på kortlinjejernbanerne, der løber fra en udveksling med Norfolk Southern i Porter syd gennem Dover, Harrington og Seaford til Delmar, med en anden linje, der løber fra Harrington til Frankford og grene fra Ellendale til Milton og fra Georgetown til Gravel Hill. Delmarva Central Railroad forbindes med Maryland og Delaware Railroad, der betjener lokale kunder i Sussex County. [83] CSX forbinder godstransporten Wilmington og Western Railroad med base i Wilmington og East Penn Railroad, der driver en linje fra Wilmington til Coatesville i Pennsylvania.
Det sidste nord-syd-passagertog gennem hoveddelen af Delaware var Pennsylvania Railroad's The Cavalier, der sluttede tjenesten fra Philadelphia gennem statens indre i 1951.
DART First State's offentlige transportsystem blev i 2003 udnævnt til "mest fremtrædende offentlige transportsystem" af American Public Transportation Association. Dækningen af systemet er bredt i det nordlige New Castle County med tæt tilknytning til de store motorveje i Kent og Sussex amter. Systemet inkluderer bus, subsidieret persontrafik, der drives af Philadelphia transitbureau SEPTA, og subsidierede taxa- og transport af handicappede (paratransit). Paratransit-systemet, der består af en statsomfattende dør-til-dør-busforbindelse for ældre og handicappede, er blevet beskrevet af en Delaware-statsrapport som "det mest generøse paratransit-system i USA." Fra 2012 betaler gebyrer for paratransit-tjenesten er ikke ændret siden 1988.

### Fly
Siden 2016 er der ingen ruteflyvning fra nogen Delaware-lufthavn, som det har været tilfældet i forskellige år siden 1991. Forskellige flyselskaber havde betjent Wilmington Lufthavn, hvor den seneste afgang var Frontier Airlines i april 2015. [85]
Delaware er centralt beliggende i den nordøstlige megalopolis-region med byer langs I-95. Derfor bruger Delaware kommercielle flypassagerer oftest Philadelphia International Airport (PHL), Baltimore/Washington International Thurgood Marshall Airport (BWI) og Washington Dulles International Airport (IAD) til indenrigs- og international transit. Beboere i Sussex County kan også bruge Wicomico Regional Airport (SBY), da den ligger mindre end 16 km fra Delaware-grænsen. Atlantic City International Airport (ACY), Newark Liberty International Airport (EWR) og Ronald Reagan Washington National Airport (DCA) ligger også inden for 160 km radius fra New Castle County.
Dover Air Force Base for Air Mobility Command ligger i den centrale del af staten, og den er hjemstedet for 436. Airlift Wing og 512. Airlift Wing.
Andre almindelige lufthavne i Delaware omfatter Summit Airport nær Middletown, Delaware Airpark nær Cheswold og Delaware Coastal Airport nær Georgetown.

## Demografi

### Antal
Det amerikanske folketællingsbureau vurderer, at befolkningen i Delaware var 967.171 mennesker den 1. juli 2018, en stigning på 7,71% siden USA's folketælling i 2010.

### Etnisk sammensætning
I henhold til 2010 United States Census, havde Delaware en befolkning på 897.934 mennesker. Statens etniske sammensætning var:
| År   | Indbyggertal |
| ---- | ------------ |
| 1790 | 59.096       |
| 1800 | 64.273       |
| 1810 | 72.674       |
| 1820 | 72.749       |
| 1830 | 76.748       |
| 1840 | 78.085       |
| 1850 | 91.532       |
| 1860 | 112.216      |
| 1870 | 125.015      |
| 1880 | 146.608      |
| 1890 | 168.493      |
| 1900 | 184.735      |
| 1910 | 202.322      |
| 1920 | 223.003      |
| 1930 | 238.380      |
| 1940 | 266.505      |
| 1950 | 318.085      |
| 1960 | 446.292      |
| 1970 | 548.104      |
| 1980 | 594.338      |
| 1990 | 666.168      |
| 2000 | 783.600      |
| 2010 | 897.934      |
| 2018 | 967.171      |

Kilder: 1910–2010
2018 estimate
68,9% hvide amerikanere (65,3% ikke-latinamerikansk hvide, 3,6% latinamerikansk hvide)
21,4% sorte eller afroamerikanere
0,5% indianere og indfødte fra Alaska
3,2% asiatisk-amerikanere
0,0% indfødte fra Hawaii og andre stillehavsbeboere
3,4% andre racer
2,7% multiraciale amerikanere

### Herkomst
Etnisk udgjorde Hispanics og Latinos af ethvert race 8,2% af befolkningen.
| Etniske sammensætning                          | 1990  | 2000  | 2010  |
| ---------------------------------------------- | ----- | ----- | ----- |
| Hvide                                          | 80.3% | 74.6% | 68.9% |
| Sorte                                          | 16.9% | 19.2% | 21.4% |
| Asiatiske                                      | 1.4%  | 2.1%  | 3.2%  |
| indianere                                      | 0.3%  | 0.4%  | 0.5%  |
| indfødte fra Hawaii og andre stillehavsbeboere | –     | –     | –     |
| andre racer                                    | 1.1%  | 2.0%  | 3.4%  |
| To eller flere etniske komponenter             | –     | 1.7%  | 2.7%  |

Delaware er den sjette mest tætbefolkede stat med en befolkningstæthed på 442,6 mennesker pr. kvadratmil, 356,4 pr. kvadratmil mere end det nationale gennemsnit, og rangerer nr. 45 i befolkningsstørrelse. Delaware er en af fem stater, der ikke har nogen enkelt by med en befolkning på over 100.000 i 2010-folketællingen, hvor de andre fire er West Virginia, Vermont, Maine og Wyoming. Befolkningscentret i Delaware er i New Castle County, i byen Townsend.
Fra 2011 tilhørte 49,7% af Delawares befolkning, der var yngre end et år, minoritetsgrupper (det vil sige havde ikke to forældre med ikke-spansktalende hvide aner). I år 2000 var ca. 19% af befolkningen afroamerikansk, og 5% af befolkningen er spansktalende (for det meste fra Puerto Rico eller med mexicanske aner).

### Fødselsdata
NB: Fødselstallene i tabellen giver ikke 100% eftersom Hispanics er tale både efter deres etnicitet og deres race, hvilket giver et for højt samlet tal.
| Race                       | 2013          | 2014          | 2015          | 2016          | 2017          | 2018          |
| -------------------------- | ------------- | ------------- | ------------- | ------------- | ------------- | ------------- |
| Hvide:                     | 7,204 (66.5%) | 7,314 (66.7%) | 7,341 (65.7%) | ...           | ...           | ...           |
| Ikke-latinamerikansk hvide | 5,942 (54.8%) | 5,904 (53.8%) | 5,959 (53.4%) | 5,827 (53.0%) | 5,309 (48.9%) | 5,171 (48.7%) |
| Sorte                      | 3,061 (28.3%) | 2,988 (27.2%) | 3,134 (28.1%) | 2,832 (25.7%) | 2,818 (26.0%) | 2,773 (26.1%) |
| Asiatiske                  | 541 (5.0%)    | 644 (5.9%)    | 675 (6.1%)    | 627 (5.7%)    | 646 (6.0%)    | 634 (6.0%)    |
| indianere                  | 25 (0.2%)     | 26 (0.2%)     | 16 (0.1%)     | 13 (0.1%)     | 23 (0.2%)     | 10 (0.1%)     |
| Hispanics (alle racer)     | 1,348 (12.4%) | 1,541 (14.0%) | 1,532 (13.7%) | 1,432 (13.0%) | 1,748 (16.1%) | 1,710 (16.1%) |
| I alt Delaware             | 10,831 (100%) | 10,972 (100%) | 11,166 (100%) | 10,992 (100%) | 10,855 (100%) | 10,621 (100%) |

- Siden 2016 er data for fødsler for Hvide latinamerikanere ikke være opgjorte, men er medtaget i en af Hispanics grupperne, det betyder at personer regnet til hispanics kan tilhører enhver race.

### Sprog
I år 2000 talte 91% af indbyggerne engelsk som eneste sprog. 4,7% talte spansk. Fransk er det tredje mest talte sprog på 0,7%, efterfulgt af kinesisk på 0,5% og tysk på 0,5%.
I 2006 blev det foreslået ved lovforslag i både Parlamentet og Senatet i Delaware at gøre engelsk til officielt sprog. Ingen af lovene blev vedtaget i lovgivningen.

### Religion
De religiøse tilhørsforhold blandt befolkningen i Delaware er:
| Religion in Delaware (2014) | Religion in Delaware (2014) | Religion in Delaware (2014) | Religion in Delaware (2014) | Religion in Delaware (2014) |
| --------------------------- | --------------------------- | --------------------------- | --------------------------- | --------------------------- |
| Religion                    |                             |                             | Procent                     |                             |
| Protestanter                | Protestanter                |                             | 46%                         | 46%                         |
| Ingen                       | Ingen                       |                             | 23%                         | 23%                         |
| Katolske                    | Katolske                    |                             | 22%                         | 22%                         |
| Jøder                       | Jøder                       |                             | 3%                          | 3%                          |
| Hinduister                  | Hinduister                  |                             | 2%                          | 2%                          |
| Andre                       | Andre                       |                             | 2%                          | 2%                          |
| Mormoner                    | Mormoner                    |                             | 1%                          | 1%                          |
| Muslimer                    | Muslimer                    |                             | 1%                          | 1%                          |
| Ortodokse                   | Ortodokse                   |                             | 1%                          | 1%                          |

I 2014 var befolkningen i Delaware for det meste kristen. Selvom protestanter tegnede sig for næsten halvdelen af befolkningen, var den katolske kirke det største enkeltnævne i staten. Association of Religion Data Archives opgjorde i 2010, at de tre største kirkesamfundsgrupper i Delaware efter antal tilhængere er den katolske kirke med 182.532 tilhængere, United Methodist Church med 53.656 medlemmer rapporteret og ikke-denominational Evangelske Protestanter med 22.973 tilhængere rapporteret. Det religiøse organ med det største antal menigheder er United Methodist Church (med 158 menigheder) efterfulgt af ikke-kirkesamfundsevangelisk protestanter med 106 menigheder, derefter den katolske kirke med 45 menigheder.
Det romersk-katolske bispedømme i Wilmington og Episcopale bispedømme for Delaware fører tilsyn med sognene inden for deres kirkesamfund. A.U.M.P. Church, den ældste afroamerikanske kirkesamfund i nationen, blev grundlagt i Wilmington. Det har stadig en betydelig tilstedeværelse i staten. Afspejlende nye indvandrerbefolkninger er der bygget en islamisk moske i Ogletown-området og et hinduistisk tempel i Hockessin.
Delaware er hjemsted for et Amish-samfund, der bor vest for Dover i Kent County, bestående af 9 kirkedistrikter og omkring 1.650 mennesker. Amish bosatte sig først i Kent County i 1915. I de senere år har stigende udvikling ført til faldet i antallet af Amish, der bor i samfundet.
En undersøgelse fra 2012 af religiøse holdninger i De Forenede Stater fandt, at 34% af indbyggerne i Delaware betragtede sig selv som "moderat religiøse", 33% "meget religiøse" og 33% som "ikke-religiøse."

## Uddannelse
Retssagen Belton v. Gebhart, der var en af fire sager, som til sammen blev Brown v. Board of Education, foregik i Delaware, hvor Supreme Court of the United States dømte at raceadskillelse i offentlige skoler skulle ophøre. Belton var den eneste sag, hvor en statsret dømte til fordel for sagsøgerne, og derved at segregeringen var i mod forfatningen.
Til forskel fra mange andre stater er Delawares uddannelsesystem centraliseret i en statslig Superintendent of Education, hvor lokale skoebestyrelser har kontrol over priserne og pensum. Dette centraliserede system, kombinerede med størrelsen på staten, har sandsynligvis medvirket til, at Delaware blev den første stat, der har fået internet i alle klasselokaler i K-12 skoler, hvilket skete i 1999 efter et program, der havde kostet $30 mio..
I 2011 havde Delaware Department of Education givet tilladelse til 25 friskoler i staten, hvoraf én af dem var en pige-skole..
Alle lærere på statens offentlige skoler er i fagforening. I januar 2012 var ingen af læreren på friskolerne med i lærernes fagforening.

### Colleges og universiteter
- Delaware College of Art and Design
- Delaware State University
- Delaware Technical & Community College
- Drexel University at Wilmington
- Goldey-Beacom College
- University of Delaware — Rangeret som det 63. bedste universitet i USA og i top 201–250 i verden (Times Higher Education World University Rankings 2018)
- Wesley College
- Widener University School of Law
- Wilmington University

## Turisme
I Delaware findes First State National Historical Park, der er under National Park Service, som består af en række historiske steder i hele staten, der inkluderer New Castle Court House, Green, and Sheriff's House, Dover Green, Beaver Valley, Fort Christina, Old Swedes' Church, John Dickinson Plantation og Ryves Holt House. Delaware rummer en lang række museer, naturreservater, parker, huse, fyrtårne og andre historiske steder.
Delawares strande består af Rehoboth Beach, Lewes, Dewey Beach, Bethany Beach, South Bethany og Fenwick Island. Rehoboth Beach markedsfører ofte sig selv som "The Nation's Summer Capital" (nationens sommerhovedstad) fordi det er en populær ferierdestination om sommeren for beboere i Washington, D.C., Maryland, Virginia og i mindre grad Pennsylvania. Særligt skattefri shopping, natteliv, arkitektur og stemningen får folk til at besøge byen. Ifølge SeaGrant Delaware genererer Delaware Beaches $6,9 mia. om året, og over $711 mio i skatteindtægter.
Delaware har en række festivaler, messer, udstillinger og begivenheder. Blandt nogle af de større kan nævnes Riverfest som afholdes i Seaford, Verdensmesterskabet i Punkin Chunkin, der siden 1986 er blevet afholdt forskellige steder i staten, Rehoboth Beach Chocolate Festival, Bethany Beach Jazz Funeral de rmarkerer slutningen på sommeren, Apple Scrapple Festival held i Bridgeville, Clifford Brown Jazz Festival i Wilmington, Rehoboth Beach Jazz Festival, Sea Witch Halloween Festival and Parade i Rehoboth Beach, Rehoboth Beach Independent Film Festival, Nanticoke Indian Pow Wow i Oak Orchard, Firefly Music Festival og Return Day Parade der afholdes efter hvert valg i Georgetown.
I 2015 genererede turisme i Delaware $3,1 mia., hvilket udgør 5% af statens BNP. Samme år var der 8,5 mio. besøgende, og 41.730 var ansat i turistindustrien, hvilket gjorde det til gjorde det til den 4. største private virksomhed i USA. En stor del af turisterne i Delaware kommer fra Philadelphia, Baltimore, New York City, Washington, D.C. og Harrisburg, og 97% af turisterne kommer til staten i bil, og 75% af turisterne tilbagelægger mindre end 320 km.